# Bel Ami (1939)
Bel Ami ist eine von Willi Forst 1938 mit sich selbst in der Haupt- bzw. Titelrolle inszenierte Verfilmung des Romans Bel-Ami von Guy de Maupassant.

## Handlung
Paris, um 1900: Der soeben aus Marokko zurückgekehrte George Duroy verbringt eine Nacht mit der angehenden Sängerin Rachel, die das Lied „Bel Ami“ einstudiert, und erzählt bei einer Gesellschaft des Zeitungsredakteurs Forestier über Marokko. Auf Bitten der Damen hin wird er von Walter, Inhaber der La Vie Française, als Journalist engagiert.
Forestiers Frau Madeleine, die auch die Geliebte des Abgeordneten Laroche ist und sich von ihm ausnutzen lässt, um über Forestier die Zeitung in Laroches Sinne zu beeinflussen, hilft Duroy beim Verfassen der Texte. Forestier wird auf Duroy eifersüchtig und lässt sich scheiden.
Der Kolonialminister, der für eine zurückhaltende Außenpolitik eintritt, muss zurücktreten. Sein Nachfolger wird Laroche, welcher zunächst aufgrund von Landbesitz in Marokko eine Interventionspolitik vertritt, jedoch von marokkanischen Adeligen durchschaut und erpresst wird. Um daraufhin seinen Gesinnungswandel elegant in die Öffentlichkeit einzubringen, bittet er Madeleine, den mittlerweile zum Chefredakteur aufgestiegenen Duroy zu heiraten. Madeleine gehorcht, die Ehe der beiden ist aber nur von kurzer Dauer.
Duroy rettet Laroches Tochter Suzanne, als deren Pferd durchgeht. Ohne einander vorzustellen, verabreden die beiden sich für den Opernball am Abend. Dort erfährt Duroy dank Rachel, die das Lied „Bel Ami“ längst in einer aufwendigen Revue vorträgt, von den wahren Machenschaften Laroches und bringt diese Inhalte in die Zeitung. Duroy, sehr verliebt, beabsichtigt, sich von Madeleine zu trennen und Suzanne zu heiraten. Laroche tritt zurück, und Suzanne fordert Duroy auf, in die Politik einzusteigen. Als Minister hindert Duroy seinen ehemaligen Arbeitgeber Walter daran, die krummen Geschäfte von Laroche weiterzuführen. Er verabschiedet sich von seinen Ehemaligen, Madeleine, Rachel und Frau von Marelle, um sich der Ehe mit Suzanne zu widmen.

## Kritiken
- „Spritzige Satire auf die gesellschaftlich-politische Szene in Frankreich vor der Jahrhundertwende, nach dem Roman von Guy de Maupassant. Durch Forsts musikalisch bestimmtes Talent, sein Gespür für Atmosphäre und elegante Szenerie erhält der Film einen Hauch der Wiener Operette. Einer der wenigen auch von der internationalen Presse gelobten deutschen Filme aus der NS-Zeit.“ – Lexikon des internationalen Films[1]

- „Mit Pahles eleganter Kameraführung gelang es Forst, ein für die damaligen ‘großdeutschen’ Verhältnisse, für die kleinbürgerlicher Mief als höchste Tugend galt, ungewohnt internationales, nahezu ‘sündiges’ Flair – das der Belle Epoque – zu kreieren.“ – Kay Weniger in Das große Personenlexikon des Films[2]

- „Sie (gemeint sind die Drehbuchautoren) mußten sich dem Diktat der nationalsozialistischen Filmfunktionäre mit ihrer Angst vor historischen Parallelen und ihrer Prüderie und Humorlosigkeit beugen, die gesellschaftskritischen Akzente entschärfen und dem satirischen Sarkastiker Maupassant und seinem frivolen Helden die Seele reinigen. “ – Christa Bandmann und Joe Hembus in Klassiker des deutschen Tonfilms 1930–1960, 1980[3]

## Bemerkungen
Im Film Bei Dir war es immer so schön (1954, Hans Wolff) spielt Willi Forst einen Regisseur, der mit zwei von Georg Thomalla und Heinz Drache dargestellten Musikern den Text zum Lied „Bel Ami“ entwirft. Anschließend singt Forst das Lied.

## DVD-Veröffentlichung
Der Film ist in der Druckausgabe des Lexikons des internationalen Films von 1987 mit der Vorführdauer 100 Minuten und FSK 16 verzeichnet. Die von Kinowelt 2007 herausgebrachte DVD enthält eine um ca. 2 Minuten kürzere Fassung und ist ab 12 Jahren freigegeben.